# Philippa Fawcett
Philippa Garrett Fawcett (Brighton, 4 de abril de 1868 - Londres, 10 de junio de 1948) fue una matemática y educadora inglesa. Logró el hito de obtener la mayor puntuación en los exámenes finales de la carrera de matemáticas en la Universidad de Cambridge, pero su éxito académico no fue reconocido porque en esos años -1890- la Universidad de Cambridge, aunque consentía su presencia en las aulas y las evaluaba extraoficialmente, no otorgaba ningún título oficial a las mujeres porque la legislación no lo permitía.

## Biografía
Era hija única de la suffragette Millicent Fawcett y de Henry Fawcett, profesor de economía política en la Universidad de Cambridge y miembro del Parlamento, y sobrina de Elizabeth Garrett Anderson, la primera mujer británica licenciada en medicina.

### Formación
Philippa fue educada en el Newnham College de Cambridge, cofundado por su madre. El 7 de junio de 1890, a los 22 años, se convirtió en la primera mujer en obtener la puntuación más alta en los exámenes Mathematical Tripos de la Universidad de Cambridge. Los resultados de los exámenes se difundían ampliamente y quienes ocupaban los primeros puestos de la lista eran especialmente aclamados. La puntuación de Philippa fue un 13 % más alta que la segunda puntuación más alta, la del alumno Geoffrey Thomas Bennett, pero no fue distinguida como "Senior Wrangler" porque en aquel momento solo se otorgaba este reconocimiento a los hombres, así que quien fue agasajado como mejor alumno del año y recibió el tan honrado “Senior Wrangler” fue Geoffrey Thomas Bennett.
Philippa se presentó a las duras pruebas que se realizaban a lo largo de 8 días consecutivos y en los que, durante cinco horas y media, debían contestar correctamente a los 12 cuestionarios que se les presentaba con 192 preguntas; en cada uno iba en aumento la dificultad. Los que obtenían mejores resultados optaban a la prestigiosa distinción y para ello debían pasar nuevamente por otros complicados 63 problemas, a lo largo de tres días más.
Las mujeres tenían permitido optar al Tripos desde 1881. Relacionada con el movimiento sufragista, el logro de Philippa fue comentado en medios de comunicación de todo el mundo alimentando el debate sobre las capacidades y los derechos de las mujeres.

### Trayectoria
Gracias a sus resultados en el Mathematical Tripos logró una beca en Cambridge donde centró su investigación en la mecánica de fluidos. Entre sus artículos publicados se encuentra "Nota sobre el movimiento de sólidos en un líquido".
Posteriormente fue contratada como profesora universitaria de matemáticas en el Newnham College de Cambridge, donde estuvo trabajando una década, logrando un importante prestigio como profesora.
En 1902 recibió una oferta de la Escuela Normal de Johannesburgo para formar al profesorado en matemáticas. En Sudáfrica permaneció hasta 1905, creando varias escuelas. Regresó a Inglaterra para ocupar un cargo en el gobierno local de Londres, en la administración de educación del London County Council, desempeñando un papel fundamental en el desarrollo de escuelas secundarias. Se retiró en 1934 habiendo alcanzado el rango más alto logrado por una mujer en el LCC. Durante la mayor parte de ese periodo vivió con su madre.
Philippa Fawcett mantuvo durante toda su vida fuertes vínculos con el Newnham College. El Edificio Fawcett (1938) fue nombrado así como reconocimiento a su contribución y la de su familia en Newnham.
Murió el 10 de junio de 1948 solo un mes después de que se confirmara el consentimiento real que permitía otorgar el grado de BA de Cambridge a las mujeres y, por tanto, obtener el título de Wrangler, cincuenta y ocho años después de haber superado el examen y la puntuación que le hicieran merecedora del mismo.